# Getto w Kielcach
Getto w Kielcach – utworzone w kwietniu 1941 przez okupacyjne władze niemieckie getto w Kielcach dla 27 tys. Żydów. Zlikwidowane w drugiej połowie sierpnia 1942 roku, poprzez wywiezienie większości mieszkańców do obozu zagłady w Treblince, zamordowanie części na miejscu i umieszczenie pozostałych w czterech obozach pracy przymusowej: Jasna-Stolarska („małe getto”) i trzech przyfabrycznych.
Liczna społeczność żydowska Kielc po niemieckiej agresji na Polskę we wrześniu 1939 roku została dotknięta represjami ze strony okupanta. Niemcy wysiedlili Żydów z centrum miasta, zaciągnęli ich do niewolniczej pracy i nałożyli dwie kontrybucje. Poprzez blokady kont bankowych, zakaz posiadania gotówki powyżej 2 tys. zł oraz przejęcie fabryk i sklepów wyeliminowali ich z gospodarki. W istniejącym od kwietnia 1941 roku getcie, którego budynki mogły pomieścić 15 tys. osób, Niemcy stłoczyli 27 tys. Żydów. Fatalne warunki mieszkaniowe, niedożywienie i powszechna bieda połączone były z licznymi zbrodniami, których głównym miejscem stał się cmentarz żydowski na Pakoszu, gdzie Niemcy rozstrzeliwali przywiezione z getta osoby. Okupanci likwidacji dzielnicy żydowskiej dokonali od 20 do 24 sierpnia 1942, wywożąc do obozu zagłady w Treblince ok. 20-21 tys. osób, a 1,2 tys. mordując na miejscu. Pozostawionych w Kielcach Żydów umieścili w istniejących w latach 1942–1944 czterech obozach pracy: Jasna-Stolarska i trzech przyfabrycznych. Martyrologię kieleckiej społeczności żydowskiej upamiętniają w mieście pomniki i tablice pamiątkowe.

## Początek niemieckiej okupacji (1939–1941)

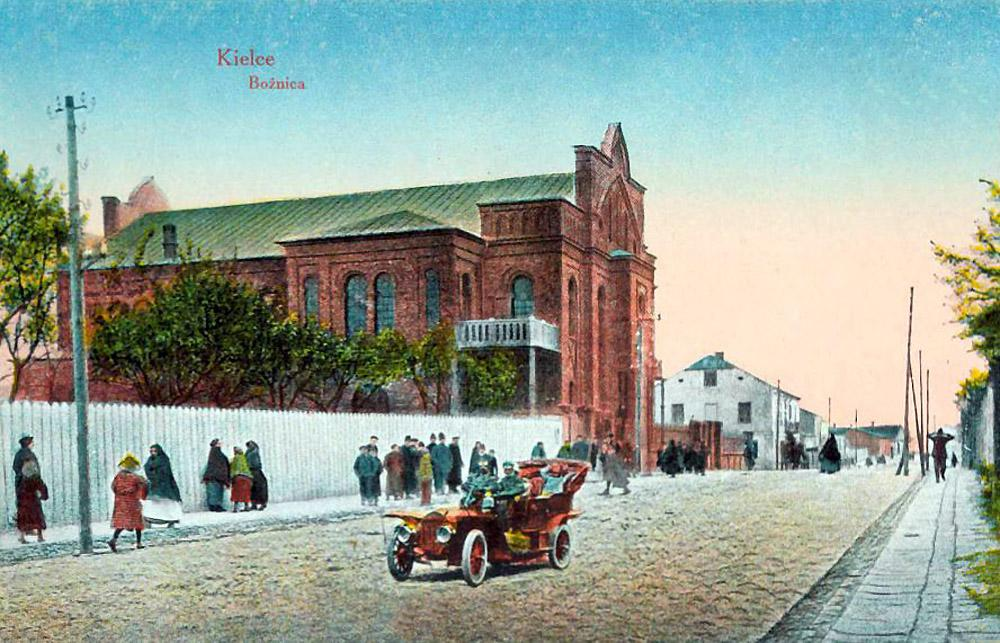
Synagoga w Kielcach

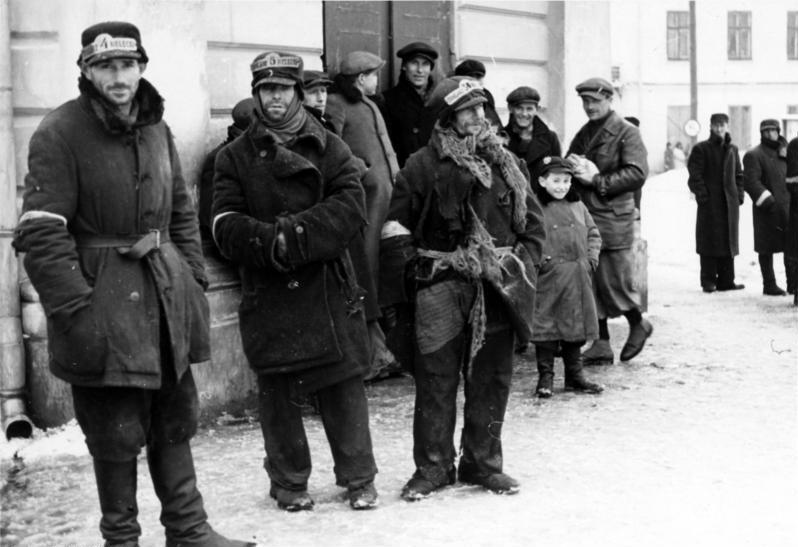
Kieleccy Żydzi, 1939

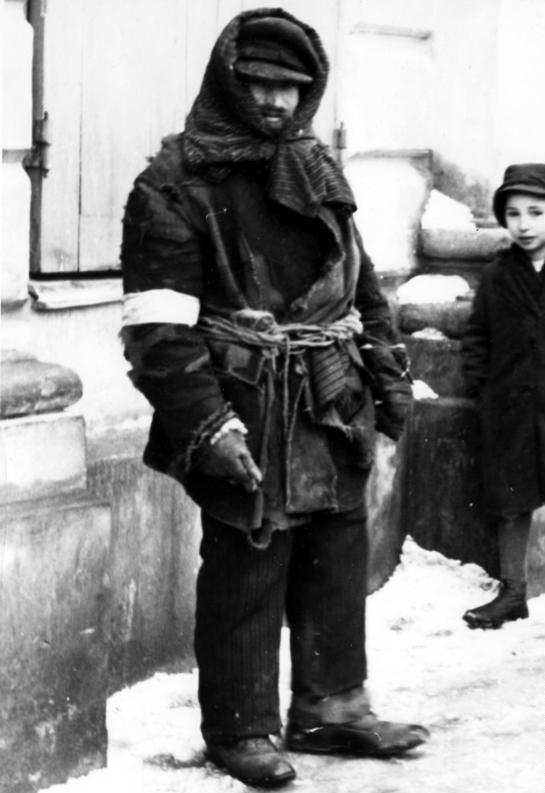
Żyd z opaską na ramieniu na kieleckiej ulicy, zima 1940

W okresie dwudziestolecia międzywojennego Kielce nie były ośrodkiem jednorodnym pod względem narodowościowym. Według przeprowadzonego w 1931 roku drugiego powszechnego spisu ludności w mieście mieszkało 58 236 osób, w tym 18 083 wyznawców judaizmu. Nadto 872 z nich zadeklarowało język polski jako ojczysty, co wskazuje, że uważały się one za Polaków. W momencie niemieckiej agresji na Polskę we wrześniu 1939 roku, liczba ludności żydowskiej w Kielcach sięgnęła 20 tys. Już pod koniec listopada do miasta zaczęli przybywać Żydzi z innych stron kraju. Początkowo byli to przybysze z Kraju Warty (przywiezieni wagonami towarowymi), a później z Pomorza, Górnego Śląska i Łodzi. W marcu 1940 roku w Kielcach przebywało 25,4 tys. osób narodowości żydowskiej. W miesiąc później niemieckie władze wyraziły zgodę na wyjazd do ZSRR osób, które mieszkały na terenach zajętych we wrześniu 1939 roku przez Armię Czerwoną. Z możliwości tej skorzystało nieco ponad 40 Żydów (Lwów, Nowogródek, Stanisławów, Stryj, Wilno i Włodzimierz Wołyński). Brak jest informacji o ich dalszych losach, historyk Krzysztof Urbański zasugerował, że trafiły one do jednego z obozów pod zarzutem szpiegostwa.
We wrześniu 1939, w celu zastraszenia ludności, Niemcy wzięli w sześciu grupach 90 zakładników. Wśród nich znaleźli się również Żydzi: H. Bruner, O. Sztrumw, O. Serwetnik, S. Rotman, B. Lew, H. Frux, J. Wittlin i Wajnryb. Okupanci dokonali także masakry osób narodowości żydowskiej, które przebywały w budynku kibucu im. B. Borochowa przy ul. Markowskiego. Rabowali nadto żydowskie mieszkania i zaganiali do pracy – Żydzi czyścili ubikacje oraz zasypywali schrony, usuwali gruzy, a podczas zimy wywozili śnieg. Wykonywali również prace porządkowe w budynkach gestapo, żandarmerii i policji. Część Żydów została wysłana do prac załadunkowych w kamieniołomach, w szczególności w Wiśniówce. Wykonywana od świtu do nocy ciężka praca, ciągłe bicie i niedożywienie (przysługująca miska wodnistej zupy) doprowadzały codziennie do śmierci kilkunastu osób. Niemców szczególnie cieszył widok przerażonych Żydów, których wrzucali do dołów przeciwlotniczych i następnie zakopywali po szyję. Na ul. Sienkiewicza Niemcy przechodzącym wyznawcom judaizmu wyrywali włosy z bród i głów.
Samorząd w postaci Żydowskiej Rady Starszych został narzucony ludności żydowskiej zarządzeniem niemieckich władz z 21 września 1939 roku. W Kielcach jego przewodniczącymi byli w różnych okresach obywatele powszechnie znani: Mojżesz Pelc i Herman Lewi. W początkowym okresie funkcjonowania Judenrat odpowiedzialny był przede wszystkim za dokonywanie spisów społeczności żydowskiej i za sprawne jej przemieszczenie. W listopadzie 1939 zaczęto wysiedlać Żydów z centrum Kielc, m.in. z ulic: Focha, Wspólnej, Równej, Żytniej, Złotej i Sienkiewicza. Właściciele mieszkań mieli kilkanaście minut na opuszczenie zajmowanych pomieszczeń, mogli więc zabrać ze sobą jedynie niewielki pakunek. Celem tych zabiegów było zapewnienie napływającym Niemcom najlepszych warunków mieszkaniowych oraz nadanie kieleckiemu centrum wyłącznie niemieckiego charakteru. Żydom zabroniono przebywać w rejonie ul. Sienkiewicza, a także chodzić do kin i teatru. Godzina policyjna dla osób narodowości żydowskiej trwała w Kielcach dłużej niż dla Polaków – od 15 września 1940 obowiązywała ona dla Żydów od 20 wieczorem do 6 rano, natomiast dla ludności polskiej rozpoczynała się o 21.
Niemieccy okupanci na ludność żydowską Kielc nałożyli dwie kontrybucje. Pierwsza wynosiła 100 tys. zł, a druga 0,5 mln zł. Licząc, że zapłata pomoże oszczędzić cierpień Żydom, Judenrat uregulował obie kwoty. W celu wyeliminowania osób narodowości żydowskiej z gospodarki, Niemcy zablokowali konta bankowe i zakazali posiadania gotówki powyżej 2 tys. zł. Doprowadziło to do tego, że wielu właścicieli sklepów wysprzedało towar i zamknęło prowadzone przez siebie firmy. Zaprzestanie wypłacania wojskowych rent i emerytur w grudniu 1939 roku wytworzyło szczególnie ciężką sytuację wśród osób starszych. W styczniu 1940 roku nakazano z kolei zdeponować w bankach banknoty 100 i 500 złotowe, niemniej ekwiwalent nie był za nie wypłacany. Celem utworzonego jeszcze w połowie grudnia 1939 roku Urzędu Powierniczego stało się przejęcie majątków żydowskich. Volksdeutschom przekazano więc fabryki, magazyny i sklepy. W niemieckich rękach znalazły się m.in. należące do Żydów w okresie II Rzeczypospolitej kamieniołomy „Kadzielnia”, „Wietrznia” i „Zagórze”. Działania okupacyjnych władz niemieckich doprowadziły do spadku ilości żydowskich placówek handlowych z 61,4% w 1939 do 32,3% w 1940.
Od wiosny 1940 kieleccy Żydzi, zorganizowani w tzw. kolumnach pracy, pomagali przy przebudowie Rynku, ul. Sienkiewicza i placu Najświętszej Maryi Panny, otrzymując za to miskę zupy i kromkę chleba. Latem tego roku Niemcy zaczęli przewozić żydowską młodzież do obozów pracy na Lubelszczyźnie, gdzie była ona wykorzystywana do budowy dróg. Młodzieńcy powracający do Kielc byli chorzy i okaleczeni. Obawa przed przeniesieniem do miasta chorób zakaźnych spowodowała, że 4 stycznia 1941 roku starosta miejski A. Dreschel wydał zarządzenie, nakazujące umieszczać na okres kwarantanny przybywających z powrotem Żydów w „domu izolacyjnym” przy ul. Radomskiej 18. W kwietniu 1940 roku powołano do życia policję żydowską, w której szeregach znajdowało się od 20 do 80 osób, a funkcję komendanta pełnił Mordka Sindler, natomiast jego zastępcą był łodzianin Gustaw Szpiegiel. Rozpoczęta w sierpniu 1940 roku rejestracja majątków żydowskich, połączona z rabowaniem kosztowności, ubrań i mebli, doprowadziła do powstania anegdoty wedle, której po wojnie miały być organizowane wycieczki do Berlina pod hasłem: „Oglądamy nasze meble”. W marcu 1941 do Kielc przybyły kolejne transporty Żydów, których umieszczono w pobliskich wsiach, m.in. w Bodzentynie, Daleszycach, Nowej Słupi i Suchedniowie. Na początku następnego miesiąca w porządnych wagonach przywieziono do miasta bogatych, w większości zasymilowanych Żydów z Wiednia. Tych, których nie stać było na wynajęcie mieszkania, umieszczono w budynku szkoły żydowskiej przy ul. Aleksandra. Przy życiu podtrzymywała ich bezgraniczna wiara w to, że wrócą do własnej ojczyzny. Niemcy bowiem informowali ich, że do Kielc przyjeżdżają jedynie na pobyt czasowy, więc zobowiązani są od razu do zakupu biletu powrotnego.

## Getto (1941–1942)

### Utworzenie

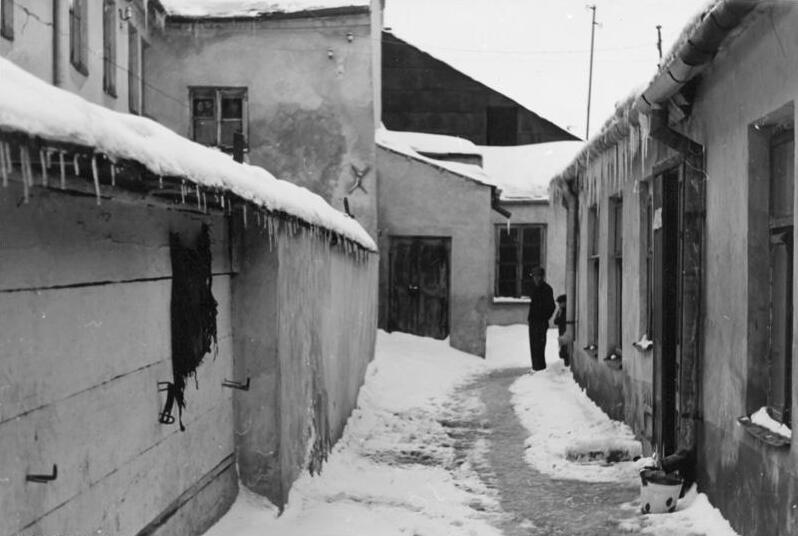
Rok 1940 – budynki zlokalizowane na terenie późniejszego getta

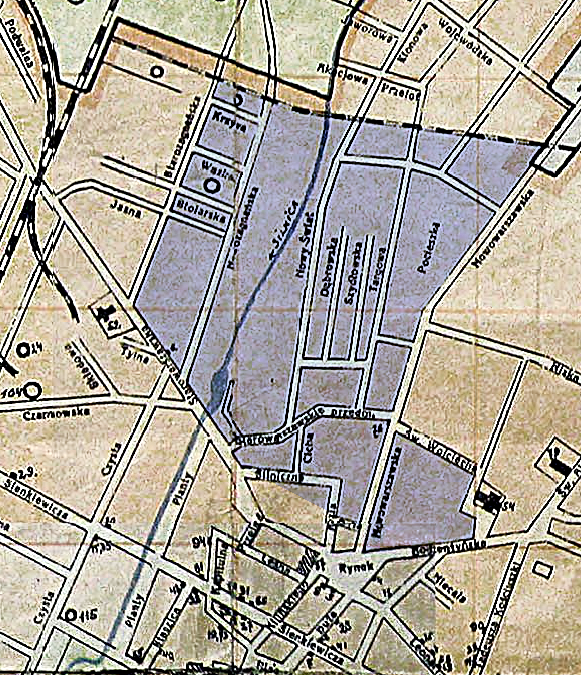
Getto na planie Kielc z 1930

Getto w Kielcach powstało 5 kwietnia 1941 roku na podstawie rozporządzenia starosty miejskiego A. Dreschela z 31 marca. Na jego teren wyznaczono pierwotnie obszar obramowany następującymi ulicami: Orlą, Piotrkowską, Nowowarszawską, Pocieszka i Radomską. Teren ten popularnie zwany był „dużym gettem”, natomiast „małe getto” tworzył trójkąt między placem św. Wojciecha, ul. Bodzentyńską i Radomską. Dokładne statystyki i wykazy niemieckich władz okupacyjnych wskazywały, że na obszarze tym znajdowało się 500 budynków, które mogły pomieścić 15 tys. osób. W getcie znalazło się zaś 25. tys. Żydów. Na wydanym w tym okresie przez Niemców planie miasta nie znalazły się ulice z terenu dzielnicy żydowskiej. Można więc przypuszczać, że Niemcy planowali całkowite zniszczenie getta.
Na przeniesienie się w wyznaczony rejon Niemcy dali Żydom cztery dni – przeprowadzka odbyła się od 2 do 5 kwietnia 1941 roku. Aby sprawnie przeprowadzić tę operację, starosta miejski A. Dreschel nakazał wszystkim posiadaczom koni i pojazdów konnych stawienie się w tych dniach w wyznaczonych punktach miasta: na pl. św. Wojciecha, pl. Wolności, ul. Leśnej, pl. przy ul. Starowarszawskie Przedmieście, w pobliżu kościoła św. Krzyża i przy ul. Okrzei. Koszty transportu pokryć musieli Żydzi. Równoczesne zarządzenie przez Niemców przeniesienia sklepów i warsztatów spowodowało, że każdy w pośpiechu szukał możliwie dużego pomieszczenia. Wynikało to również z faktu, że rzeczy pozostawione przejmowali Niemcy, do czego Żydzi nie chcieli dopuścić. W tym celu część z nich doszła do porozumienia z Polakami, przekazując im w depozyt większość zasobów znajdujących się w sklepach i magazynach. Niemieszczące się w nowych mieszkaniach meble Żydzi próbowali sprzedawać. Zamieszkujący dotychczas teren getta Polacy wyprowadzili się do otrzymanych mieszkań w innych dzielnicach miasta.
Kieleckie getto otoczone było płotem z desek lub zasiekami z drutu kolczastego. Bramy znajdowały się m.in. przy ul. Silnicznej, Pocieszki i na placu św. Wojciecha. Pilnowała ich policja niemiecka i policja żydowska.

### Życie codzienne

#### Warunki mieszkaniowe i racje żywnościowe
Przeciętnie w jednym mieszkaniu na terenie getta mieszkały 3–4 rodziny. Początkowo wiele osób, które nie mogły znaleźć lokum, koczowało na strychach, poddaszach i suterenach, natomiast bogatszym Żydom powodziło się stosunkowo nieźle. Wraz z upływem czasu, głodem, nędzą i epidemiami, wynikającymi z dużego zagęszczenia ludności i stanu sanitarnego budynków, życie w getcie stawało się coraz trudniejsze. Do 5 maja 1941 roku, czyli przez pierwszy miesiąc, mieszkańcy nie mogli opuszczać terenu dzielnicy, zakaz wstępu mieli również Polacy. Później Żydom wolno było udawać się poza obszar getta, jeśli posiadali przepustkę ze zdjęciem, którą uzyskiwali za pośrednictwem Judenratu. Nie mogli jednak pracować w przedsiębiorstwach nienależących do Żydów, a że te został zlikwidowane, potrzeba wyjścia „do pracy” poza handlem była bardzo niewielka. Również Polakom nie czyniono żadnych przeszkód w poruszaniu się po terenie dzielnicy.
Na przełomie 1941 i 1942 liczba mieszkańców getta wzrosła do ok. 27 tys. Taki stan rzeczy spowodowany był faktem, że Kielce obok Suchedniowa stały się punktem docelowym dla Żydów, którzy zamieszkiwali wsie i miasteczka powiatu kieleckiego. Z zeznań naocznych świadków wynika, że w jednym pokoju mieszkało zazwyczaj 10 osób. Posłania, którymi najczęściej była przegniła słoma, znajdowały się bezpośrednio na podłodze. Stosunkowo w najlepszej sytuacji mieszkaniowej byli ci Żydzi, którzy jeszcze przed wojną mieszkali w domach znajdujących się na obszarze getta. W zupełnie przeciwnej sytuacji pozostawały osoby przesiedlone na teren nowo utworzonej dzielnicy, bowiem w wielu przypadkach przeprowadzka wiązała się dla nich z konfiskatą mienia. Zazwyczaj raz na dwa dni Żydom wydawano 13 dag chleba na osobę. Sprzedawali oni więc ostatnie ubrania, a dzieci szukały pożywienia w śmietnikach. Żydowski Komitet Samopomocy Społecznej nie wykazywał zbyt wielkiej aktywności. Według mieszkańca getta M. Bahna: „Judenrat zaś i policja żydowska balowali i na niczym im nie zbywało”.

#### Praca, życie religijne, restrykcje
W połowie 1941 roku do Żydów należało 225 warsztatów rzemieślniczych. Stanowiły one 14% wszystkich zakładów w mieście. Żydzi prowadzili m.in. warsztaty tapicerskie, stolarskie, parkieciarskie, blacharskie, szklarskie, pikowania kołder, malarskie i farbiarskie. Berek Szpiro zajmował się naprawą sprzętu elektrycznego, natomiast Mojżesz Kuperberg – kanalizacją. W jednym z zachowanych listów wiedenka Gertruda Zeisler pisała do rodziny, że znalazła pracę przy opiece nad dziećmi. Obowiązek ten miał dla niej efekt terapeutyczny, bowiem pozwalał zapomnieć o wszystkich złych myślach. Przygnębiające dla Żydów było również zniszczenie życia religijnego – Niemcy synagogę zamienili na magazyn, domy modlitw zniszczyli, a zbierające się potajemnie osoby w celu odprawiania modlitw prześladowali. Mimo panującej w getcie sytuacji Żydzi starali się prowadzić normalne życie. Od 1 kwietnia do 15 maja 1941 odbyło się wśród nich 29 ślubów.
W celu zapobieżenia ucieczkom Żydów z getta, władze niemieckie wydały zarządzenia regulujące tę kwestię. 15 października 1941 opublikowano obwieszczenie podpisane przez Hansa Franka, które przewidywało karę śmierci za opuszczenie terenu dzielnicy żydowskiej. 11 listopada tego samego roku gubernator dystryktu radomskiego Ernst Kundt ustanowił, że śmiercią będą karani również Polacy, którzy zapewnią Żydom schronienie. Dodatkowo zarządzenie Kundta z 23 lutego 1942, które w Kielcach egzekwował starosta Dreschel, głosiło, że kara śmierci grozi za opuszczenie przez ludność żydowską miejsca zamieszkania i korzystanie z chłopskich furmanek, a także za udzielanie przez Polaków pomocy. Aby lepiej odizolować getto od pozostałej części miasta, dokładniej je ogrodzono i zorganizowano dodatkowe posterunki policji.

### Niemieckie zbrodnie

#### Teren getta
Teren getta był często odwiedzany przez Niemców, którzy szczuli Żydów psami, przechodniów bili kańczugami, a także grabili mienie. W celu zastraszenia mieszkańców i zwalczania handlu Niemcy rozstrzelali czterech policjantów, którzy tolerowali szmugiel. Za pokątną sprzedaż żywności od momentu zamknięcia getta do końca 1941 roku ukarano 68 Żydów grzywnami wynoszącymi od 25 zł do 2 tys. zł. W lutym 1942 za wyjście poza teren dzielnicy skazano na śmierć i wykonano wyroki na pięciu Żydach. W następnych miesiącach zgładzono kolejne osoby, m.in. wiosną Mathias Rumpel zastrzelił dwie żydowskie dziewczynki (w wieku 10 i 14 lat), które przewoziły żywność koleją. Latem za wyjście z getta na ul. Stolarskiej zginął czteroletni chłopiec – niemiecki żandarm, który go zatrzymał, roztrzaskał jego głowę o mur. Śmierć ponieśli również Żydzi, którzy przy ul. Pocieszka oderwali z płotu deskę, aby udać się po ziemniaki. Jadwiga Piękosiowa zeznała później, że „szesnastoletnia Żydówka jedynie wychyliła głowę poza ogrodzenie i za to została zastrzelona”.
Kieleckich Żydów nie ominęły zsyłki do obozów koncentracyjnych. Dużą łapankę Niemcy przeprowadzili 20 sierpnia 1941 roku, w wyniku której do Auschwitz wywieziono rodzinę Cukiermanów, Mojżesza Włoszczowskiego, Barucha Cytryna, Esterę Prajs oraz Esterę i Izraela Mincberga. W kwietniu 1942 roku Niemcy zlikwidowali z kolei tych Żydów, którzy we wrześniu 1939 roku posiadali broń. W ten sposób zginął m.in. znany lekarz Oskar Sztrumw. Niemcy wyprowadzili go wieczorem na podwórko i zastrzelili. Gdy upadł po postrzale w głowę, gestapowiec kopnął go i znieważył, mówiąc: „Du warst ein arzt!” (pol. ty byłeś lekarzem). Sztrumw został pogrzebany wraz z innymi ofiarami we wspólnym grobie. Wiosną 1942 Niemcy przeprowadzili akcję wymordowania oficerów rezerwy i komunistów. Według zeznań świadków, egzekucje odbywały się w nocy. Hitlerowcy zamordowali także żydowskich członków Ochotniczej Straży Pożarnej. Pod zarzutem komunizmu zgładzona została rodzina Grynszpanów.
Aleksander Bogumił Sędek, inkasent składek ubezpieczeniowych, zeznał po zakończeniu wojny, że był świadkiem następującej zbrodni w getcie:

Było to około godziny 17. [...] na teren getta wjechali bryczką Geyer i Gerulf Mayer. Ja wówczas nie wychodziłem na ulicę, aby się z nimi nie spotkać, zostałem w mieszkaniu, obserwując przez okno co się będzie działo na ulicy. Przez policjanta żydowskiego wydali polecenie, aby wyszły do nich do bryczki na ulicę Żydówki: Lewi, która miała wówczas 26 lat, była ładną i przystojną, była wdową po Żydzie Lewi, którego Niemcy zastrzelili po wkroczeniu do Kielc, oraz żona Goldberga w wieku około 28 lat. Myślę, że obaj byli podpici i zachowywali się głośno i hałaśliwie. Obie te Żydówki wyszły do nich. Hitlerowcy chcieli wsadzić je do bryczki siłą i zabrać ze sobą w celach nierządnych. Żydówki stawiały opór. W pewnym momencie Żydówka nazwiskiem Lewi uderzyła ręką w twarz Gerulfa Mayera. Obaj hitlerowcy zaczęli bić Żydówki, kopać butami, kobiety upadły na chodnik. W końcu Mayer zastrzelił z pistoletu Lewi, a Gayer Goldbergową. Zwłoki zostawili na ulicy, wsiedli w bryczkę i odjechali.

#### Cmentarz żydowski
W okresie niemieckiej okupacji miejscem masowych straceń Żydów w Kielcach był cmentarz żydowski na Pakoszu. Z relacji świadków wynika, że Niemcy jednorazowo transportowali w to miejsce ok. 40 osób. Dzień wcześniej przygotowywali dół, który wykopywany był przez syna grabarza Jankiela i żydowskich robotników. Przywożonych Żydów kierowano najpierw do drewnianego budynku (tzw. żydowski magiel), a stamtąd parami (zazwyczaj kobietę i mężczyznę) wyprowadzano ich na miejsce kaźni. Ubrania i rzeczy osobiste musieli złożyć w osobnym miejscu. Następnie Niemcy rozstrzeliwali ich seriami z broni automatycznej. Zdarzały się przypadki, że niektóre ofiary wpadały do dołu jeszcze żyjąc. Po egzekucji Niemcy zasypywali ciała jedynie cienką warstwą piachu, resztę uzupełnić mieli żydowscy robotnicy. Niemcy w tym czasie zajmowali się przeszukiwaniem pozostawionych przez zamordowanych odzieży i rzeczy osobistych, szukając złota i kosztowności.

### Likwidacja

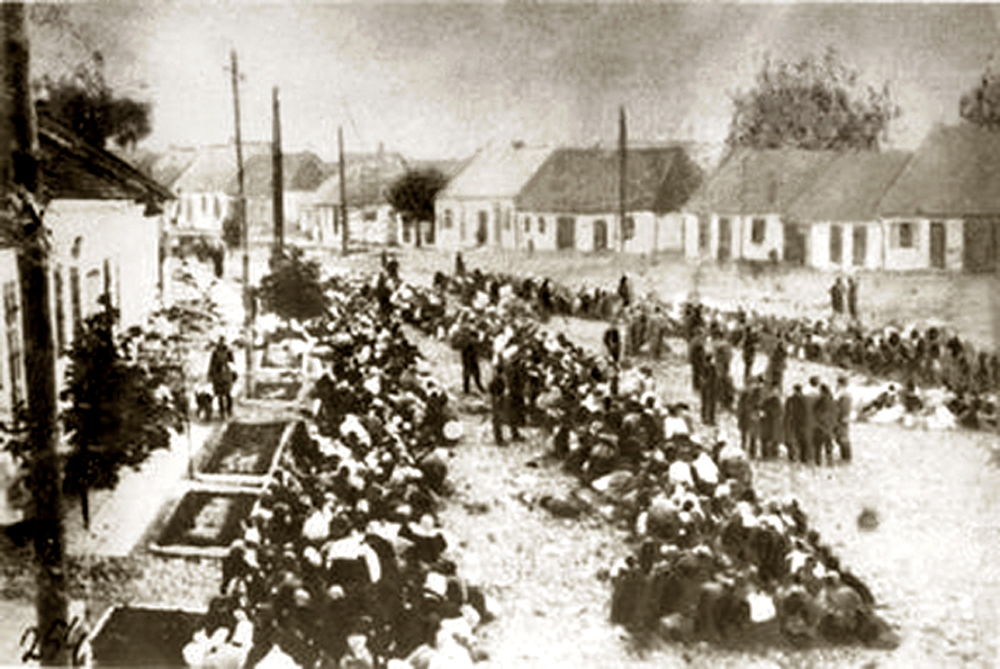
Przed uformowaniem kolumn, ul. Starowarszawska

Do likwidacji kieleckiego getta doszło na podstawie rozkazu wydanego w lipcu 1942 przez Reichsführera Heinricha Himmlera do dowódcy Schutzstaffel (SS) i policji w Generalnym Gubernatorstwie (GG). Rozkaz przewidywał, że do 31 grudnia wszystkie osoby narodowości żydowskiej zostaną wysiedlone z terenu GG. Dla Niemców uzasadnieniem takiego postępowania miał być „etniczny rozdział ras i narodowości w myśl zasad nowego ładu w Europie oraz w interesie bezpieczeństwa i czystości Rzeszy Niemieckiej”. Żydzi z getta w Kielcach zostali wywiezieni, podobnie jak mieszkańcy innych gett z terenu GG, do obozu zagłady w Treblince. Odbyło się to w trzech starannie przygotowanych rzutach wysiedleńczych od 20 do 24 sierpnia 1942. W tym celu Niemcy sprowadzili do Kielc specjalny, liczący ok. 150 esesmanów oddział. Relacje świadków wskazują, że byli wśród nich również Ukraińcy. Okupanci selekcję przeprowadzili przy pomocy żydowskiej policji, która zaganiała Żydów w wyznaczone miejsce.

#### 20 i 22 sierpnia – pierwsze dwa transporty
W nocy 20 sierpnia ok. godz. 2 Niemcy rozpoczęli likwidację getta od zebrania policji żydowskiej. Okupanci poinformowali, że rodziny członków Judenratu i policji będę w czasie wysiedlania bezpieczne i pozostaną w Kielcach. O świcie policje niemiecka i żydowska otoczyły wyznaczoną strefę getta. Przebywającym w niej mieszkańcom nakazano spakować się w 30 minut. Mogli oni zabrać ze sobą paczkę ważącą maksymalnie 20 kg. Przestraszeni Żydzi, poganiani krzykiem i biciem, często zabierali rzeczy niepotrzebne, zapominając w szczególności o wodzie, której zaczynało brakować już po paru godzinach. W pobliżu posterunku policji żydowskiej przy ul. Okrzei Żydzi zostali podzieleni przez Niemców na trzy grupy. W pierwszej znalazły się osoby przeznaczone do transportu do Treblinki, w drugiej – ludzie starzy, niepełnosprawni i obłożnie chorzy, których mordowano na miejscu, natomiast w trzeciej – osoby silne, których zostawiono w Kielcach, aby dalej pracowały dla niemieckich potrzeb. Żydów przeznaczonych do wywiezienia skierowano następnie na rampę kolejową przy ul. Żelaznej i załadowano do wagonów towarowych (po 80–100 osób w jednym, a w skrajnych przypadkach – nawet 120). Wielu Żydów Niemcy bili kolbami karabinów, aby domknąć przepełnione wagony. Jeden ze świadków tych zajść wspominał po wojnie, że do proszącej o wodę Żydówki, która stała w niezamkniętych drzwiach, podszedł Niemiec i zabił ją, przebijając brzuch bagnetem. Łącznie pierwszego dnia wywieziono z getta ok. 7 tys. Żydów.
Dwa dni później, w sobotę 22 sierpnia Niemcy przystąpili do kolejnego transportu Żydów. Świadek Sz. Zalcberg ocenił, że Niemcy zamordowali wówczas ok. 500 osób. Okupanci zgładzili dzieci z sierocińca przy ul. Silnicznej 20 – część zabili na miejscu i wrzucili ich ciała do studni, a pozostałych zamordowali na łąkach przy rzece Silnicy. Wraz z dziećmi zginęła opiekunka, która nie chciała opuścić swoich podopiecznych. Aby zaoszczędzić amunicję Niemcy ustawiali ofiary w sposób, który umożliwiał pozbawienie życia kilku osób jednym strzałem. Łącznie 22 sierpnia Niemcy wywieźli z Kielc kolejnych 7. tys. Żydów. Wśród nich znalazł się m.in. rabin Abele Rapoport.

#### 23 i 24 sierpnia – likwidacja szpitala. Ostatni etap

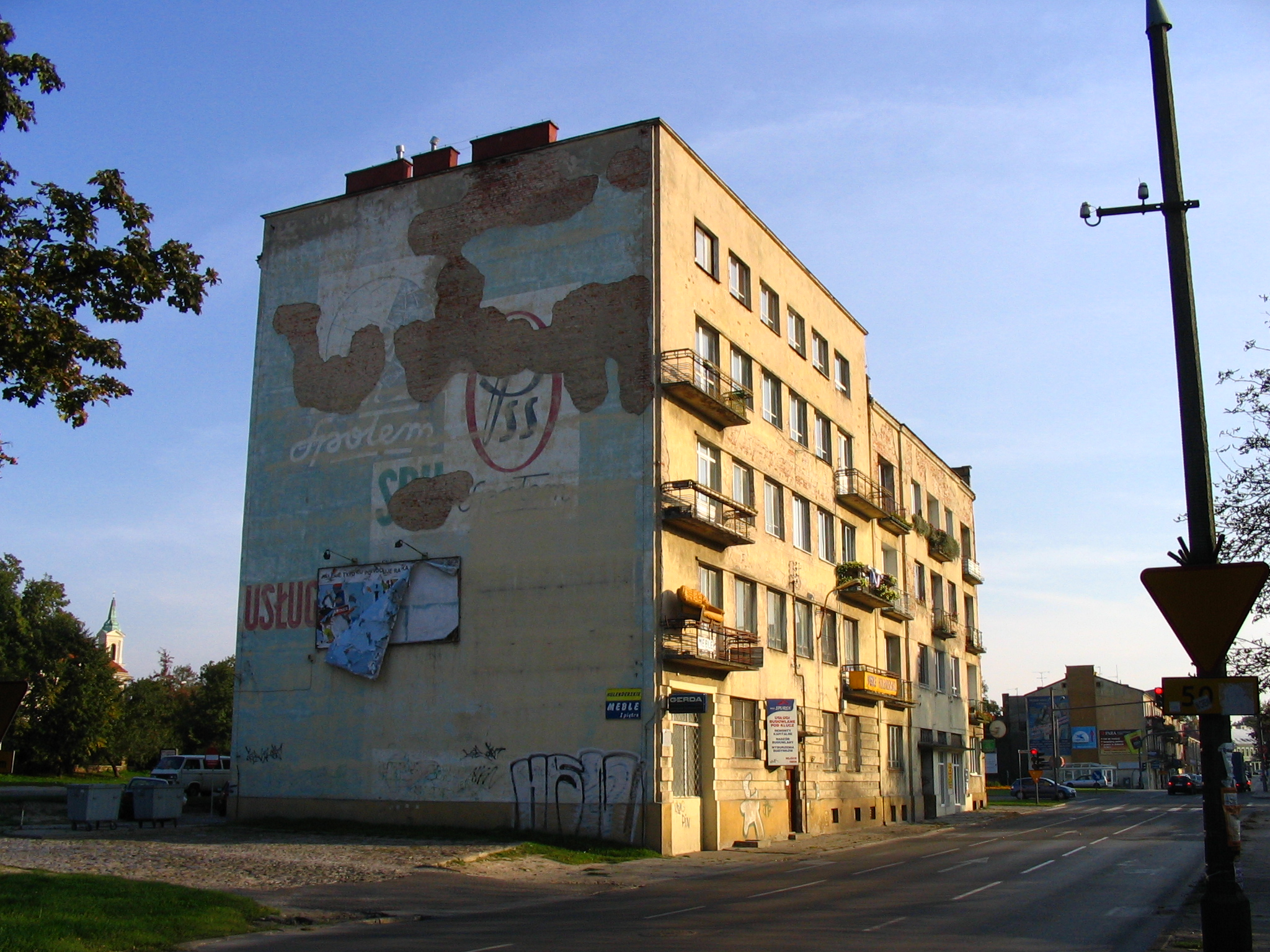
Szpital żydowski został wyburzony w 2011 roku

Następnego dnia, w niedzielę 23 sierpnia Niemcy zamordowali ok. 70 Żydów, którzy znajdowali się w domu starców. Wydali również polecenie zlikwidowania wszystkich obłożnie chorych pacjentów szpitala przy ul. Radomskiej. Do dra Reitera przybył w tej sprawie Breiner z SS, który przyniósł recepty wystawione na silną truciznę. Z relacji świadków wynika, że dyrektor podjął decyzję o dożylnych zastrzykach dla 900 Żydów i pozostawieniu przy życiu ok. 300 osób. Historyk Krzysztof Urbański uznał jednak te dane za zawyżone – szpital nie był w stanie pomieścić tylu pacjentów, a jednorazowa decyzja lekarza nie mogła ocalić tak wielu chorych. Truciznę zaaplikowali Żydom dr Reiter i dr Steinberg. Ten pierwszy, w godzinę później, zadawał nożem chirurgicznym ciosy w serce tym ofiarom, które dawały jeszcze oznaki życia. Ciała zamordowanych Żydów pochowano później w dolinie nad rzeką Silnicą. Przed pochówkiem pomocnicze służby żydowskie pod nadzorem SS, SD i żandarmerii rozbierały ciała ofiar do naga, przeszukiwały ubrania i wyrywały zabitym złote zęby.
Ostatni transport Żydów z Kielc do Treblinki miał miejsce w poniedziałek 24 sierpnia. Wyglądał on podobnie, jak dwa poprzednie – policja żydowska wyganiała Żydów z mieszkań, a przy ul. Okrzei następowała selekcja. Ci, którzy nie chcieli opuścić mieszkań, byli zabijani na miejscu. W ten sposób zamordowany został m.in. Adolf Mauerberger, który rzucił się na żandarma. Z tłumu Niemcy wyciągali osoby starsze i sadzali na chodniku. Przekonywali ich, że w ciągu chwili podstawią samochody, żeby nie musieli się męczyć. Gdy pozostali przemieszczali się dalej, Niemcy ich rozstrzeliwali. Pod murami synagogi strzałami z bliskiej odległości zabito 30 kobiet w ciąży.

#### Bilans
Niemcy od 20 do 24 sierpnia 1942 roku wywieźli z Kielc ok. 20–21 tys. Żydów, a ponad 1,2 tys. zamordowali na miejscu. Fizyczną eksterminację ludności żydowskiej połączyli z grabieżą ich mienia. Z żydowskich mieszkań zabierali wszystko, co przedstawiało jakąkolwiek wartość. W celu przechowania skradzionych rzeczy utworzyli na terenie miasta specjalne magazyny. Na terenie fabryki „Plumpol” przy ul. Okrzei 35 zgromadzili pierzyny, natomiast urządzenia i maszyny krawieckie, cholewkarskie i kaletnicze umieścili w południowym skrzydle pałacu. Meble pozostawili zaś w znajdującym się przy Adolf Hitler Platz domu W. Kosterskiego. Likwidując kieleckie getto okupanci wykonali kilkadziesiąt fotografii i wywołali je w zakładzie Tadeusza Rylskiego. W 1967 roku właściciel przekazał siedem zachowanych odbitek Okręgowej Komisji Badań Zbrodni Hitlerowskich.

## Dalsze losy Żydów w Kielcach (1942–1944)
Po likwidacji getta w Kielcach pozostało ok. 2 tys. Żydów. Zostali oni skupieni przez Niemców w utworzonym jeszcze w sierpniu 1942 roku obozie pracy przy ul. Jasnej i Stolarskiej. Osadzeni zajmowali się przede wszystkim sortowaniem zagrabionego przez okupantów mienia. Obok garderoby zamordowanych Żydów kieleckich więźniowie porządkowali także odzież przywożoną pociągami z obozu zagłady w Treblince. Wielu Żydów pragnęło otrzymać pracę przy sprzątaniu terenu getta i segregowaniu znajdujących się tam rzeczy, bowiem stwarzało to możliwość pozyskania potrzebnych ubrań. Zachowanie takie groziło jednak śmiercią – ze względu na przywłaszczenie kilku sztuk bielizny została rozstrzelana m.in. młoda Żydówka z Wiednia. Więźniowie obozu Jasna-Stolarska, wśród których panowała epidemia tyfusu, pracowali w warsztatach krawieckich i szewskich. Nadto wywożeni byli do pracy w tartakach, kamieniołomach i gorzelniach. Za 10-godzinną pracę otrzymywali 25 dag chleba i łyżkę marmolady, raz w tygodniu przysługiwała im odrobina cukru. Wysyłani byli także do pracy w Starachowicach, Skarżysku-Kamiennej, Pionkach i Bliżynie. Szykany ze strony Niemców nie zapobiegły utworzeniu przez żydowski samorząd wspólnych: kuchni, łaźni i niewielkiego ambulatorium.
W listopadzie 1942 roku Niemcy zadeklarowali, że ci Żydzi, którzy posiadają pieniądze, będą mogli wyjechać do Palestyny. Licznych chętnych załadowano na samochody ciężarowe i przewieziono na Pakosz, gdzie następnie rozstrzelano. Podobny podstęp okupanci zastosowali w 1943, kiedy powiadomili lekarzy, że zostaną oni przetransportowani do obozów pracy, w których brakuje specjalistów z zakresu medycyny. Lekarzom nakazano spakować rzeczy osobiste, instrumenty oraz lekarstwa. O wyznaczonej godzinie załadowano ich do samochodów i wywieziono na cmentarz żydowski, gdzie rozstrzelano. Wśród zamordowanych byli m.in. S. Rotman, J. Lewinson, J. Goldsztein, E. Polak, M. Pytel i U. Tuch. Przywiezienie z powrotem przez Niemców leków wywołało wśród Żydów popłoch. Niektórzy z nich podjęli starania o uzyskanie kenkarty, którą sfabrykować miała pewna kobieta. Okupanci złapali ją jednak z listą Żydów, na której był m.in. Herman Lewi. W styczniu 1943 roku został on rozstrzelany wraz z żoną i synami na cmentarzu żydowskim. Wywiad Armii Krajowej odnotował, że prezes gminy żydowskiej zginął odważnie, krzycząc: „Niech żyje Polska!”. 23 maja 1943 roku Niemcy zamordowali w Kielcach 45 dzieci w wieku od 18 miesięcy do 13 lat.
Niemcy na terenie Kielc utworzyli również w latach 1942–1944 trzy obozy pracy, które znajdowały się przy fabrykach „Hasag-Granat” i „Henryków” oraz hucie „Ludwików”. W pierwszym z nich, zlokalizowanym przy ul. Karczówkowskiej, przebywało przeciętnie 500 Żydów, a ogółem przeszło przez niego ok. 800 osób, które pracowały w fabryce amunicji. Troje więźniów zmarło z wycieńczenia, natomiast 25 zostało rozstrzelanych przez Niemców. Likwidując obóz Niemcy wywieźli przebywających w nim Żydów głównie do obozu koncentracyjnego w Buchenwaldzie. W obozie pracy przy fabryce „Henryków” (ul. Młynarska) przebywało przeciętnie 400 osób narodowości żydowskiej z Polski, Austrii, Czechosłowacji i Niemiec. Zatrudnione były one przy wyrobie drewnianych części do wozów. Dwóch więźniów Niemcy rozstrzelali, a 44 powiesili. Pozostałych przewieziono do obozu w Auschwitz. W ostatnim, trzecim obozie pracy przy hucie „Ludwików” przetrzymywano przeciętnie 330 osób, które zatrudnione były w odlewni żelaza. W momencie likwidacji obozu zostały one przetransportowane również do Auschwitz.
Holocaust przeżyło 500 kieleckich Żydów. Adam Massalski i Stanisław Meducki, kończąc opis dziejów ludności żydowskiej Kielc w czasie wojny, stwierdzili, że „szczególną odpowiedzialnością za zbrodnie popełniane w stosunku do ludności żydowskiej Kielc w latach okupacji należy obarczyć kpt. Hansa Gayera (Geiera), szefa kieleckiego Szupo, por. Ericha Wohlschulugera z Szupo i Mathiasa Rumpla. Wymienieni zapisali się szczególnie wyraźnie w pamięci kielczan jako kaci nie tylko ludności żydowskiej, ale i polskiej”.

## Upamiętnienie

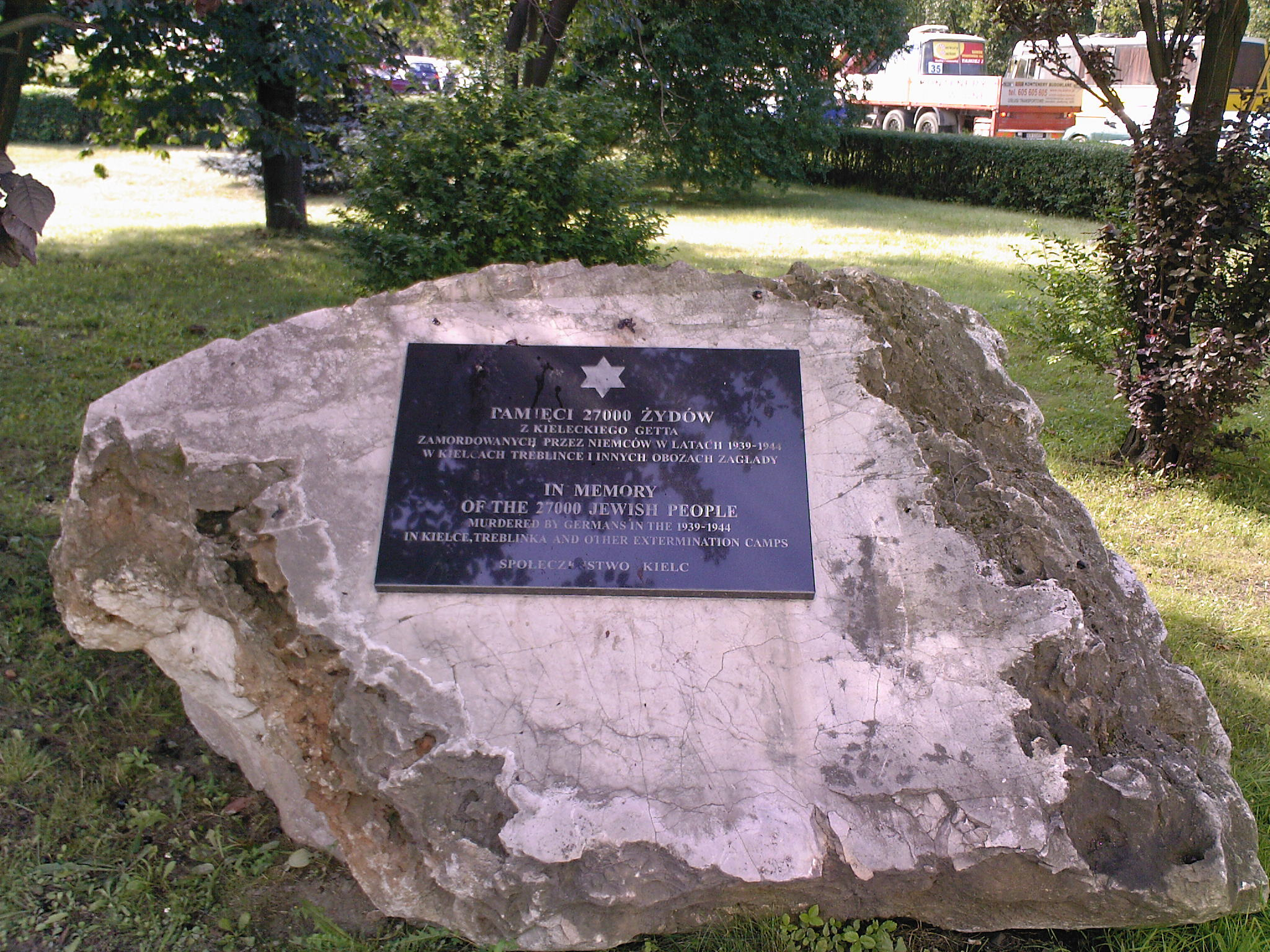
Pomnik Żydów pomordowanych w latach 1939–1945

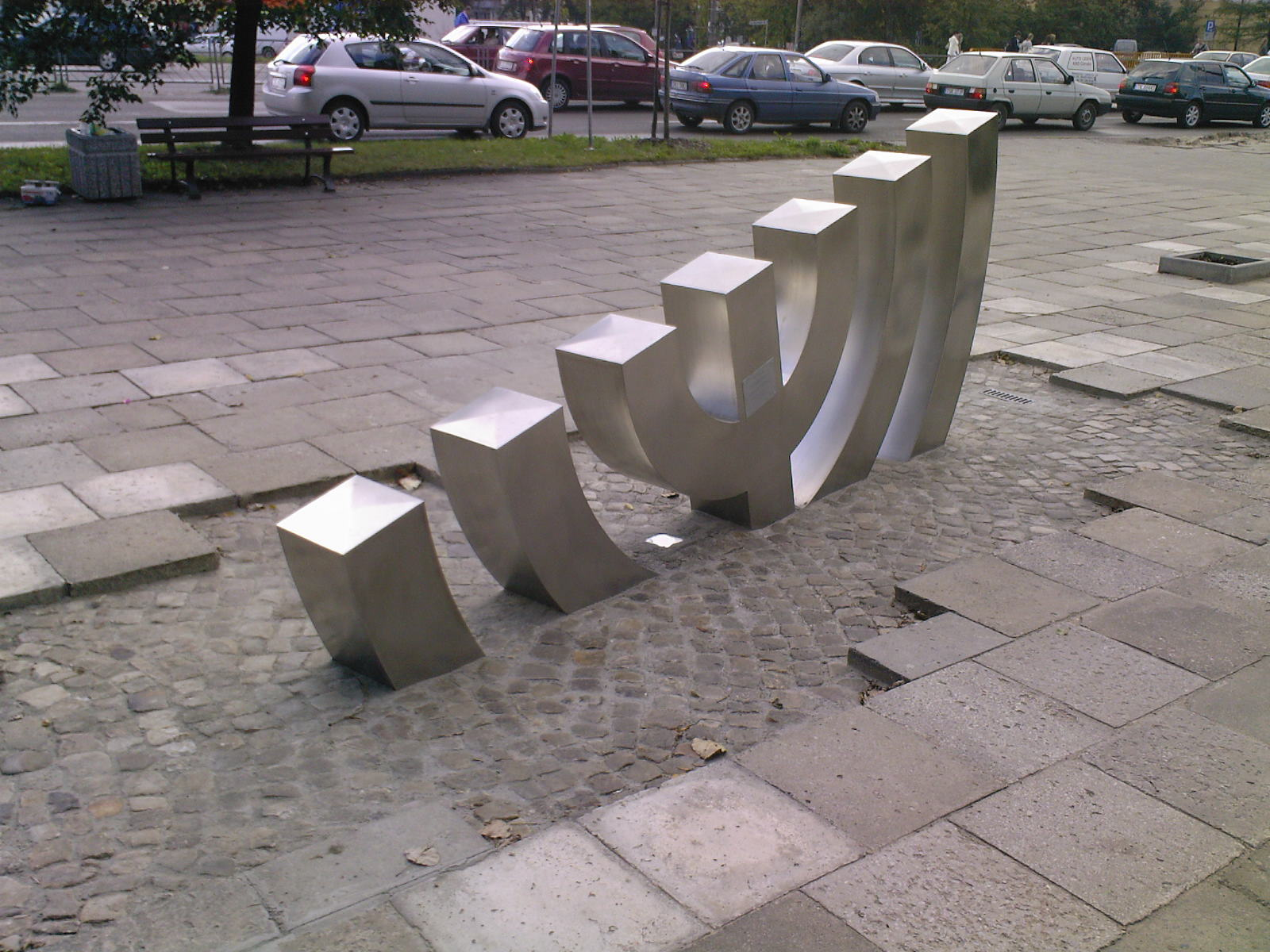
Pomnik ofiar getta żydowskiego

W 1987 roku, z inicjatywy wojewódzkiego konserwatora zabytków, na budynku dawnej synagogi, którą Niemcy w czasie wojny przemianowali na więzienie i skład zrabowanego mienia, odsłonięto wykonaną z szarego piaskowca tablicę pamiątkową z napisem: Gmach byłej synagogi. Miejsce pamięci narodowej z lat 1939–1945. Nadto w tym samym roku, na prawo od wejścia do budynku, wmurowano żeliwną tablicę, w której lewym górnym rogu znalazła się Gwiazda Dawida, natomiast w prawym – płaskorzeźbiona inskrypcja z fragmentem Księgi Psalmów: Lud Twój, o Panie, depczą i uciskają Twoje dziedzictwo, mordują wdowę i przychodnia i zabijają sieroty (Ps. 94). Tablica została skradziona w 2007 roku.
W trakcie obchodów 50. rocznicy pogromu kieleckiego, tj. 30 czerwca 1996 roku, w pobliżu synagogi odsłonięto dwa pomniki. Pierwszy z nich – obelisk z tzw. marmuru chęcińskiego o wymiarach 1,5 na 2,5 m – upamiętnia Żydów pomordowanych w latach 1939–1945. Znajduje się na nim tablica z czarnego granitu, na której wyryto inskrypcję w językach polskim i angielskim i umieszczono Gwiazdę Dawida. Pierwotną tablicę, która wykonana była z żeliwa i nie zawierała angielskiego tekstu, skradziono w 2007 roku; sprawców nie ustalono. Drugi z pomników upamiętnia Polaków ratujących Żydów w czasie wojny. Wykonany jest z cegły w formie łukowatego muru pamięci o długości 7 m. U góry znajduje się napis: Sprawiedliwym wśród Narodów Świata, a po lewej i prawej stronie – dwie żeliwne płyty z inskrypcjami (na jednej umieszczono fragment wiersza Chaima Chefera). Nadto na ponad 80 mosiężnych tabliczkach wyryto nazwiska i miejscowości osób z Kielecczyzny, które zaangażowały się w pomoc Żydom.
Upamiętniony został również dyrektor szpitala żydowskiego w getcie Mojżesz Pelc. W 2000 na parterze Szpitala Kieleckiego odsłonięto poświęconą mu tablicę z czarnego granitu, natomiast od 2013 roku, z inicjatywy Stowarzyszenia im. Jana Karskiego, jedna z ulic w centrum Kielc nosi jego imię.
W 65. rocznicę likwidacji kieleckiego getta, tj. 26 sierpnia 2007 roku, przy Alei IX Wieków Kielc, nad rzeką Silnicą w miejscu, gdzie Niemcy chowali zamordowanych Żydów, odsłonięto pomnik ofiar dzielnicy żydowskiej. Wykonał go Marek Cecuła, syn Motele Kohna (noszący przybrane nazwisko Stanisław Cecuła), który więziony był w getcie i przeżył jego likwidację. Rzeźba została ufundowana przez Stowarzyszenie im. Jana Karskiego, które w celu uzyskania środków finansowych prowadziło sprzedaż książki Hany Goldszajd pt. Listy z getta. Pomnik wykonany został ze stali nierdzewnej i przedstawia przechyloną menorę zanurzoną w ziemi. Podłoże wykonano z kostki brukowej, która pokrywała ulice z terenu getta. Obok pomnika ustawiono tablicę z brązu, zawierającą napisy w językach polskim, angielskim i hebrajskim. Informacje na temat kieleckiej dzielnicy żydowskiej zamieszczono na metalowym podeście (pod szkłem).
Kieleccy Żydzi zostali upamiętnieni jednym z kamieni z nazwą miasta, stanowiącym element pomnika Ofiar Obozu Zagłady w Treblince.